# AEG G.I
AEG G.I (định danh gốc: K.I) là một loại máy bay ném bom hai tầng cánh của Đức trong Chiến tranh thế giới I.

## Tính năng kỹ chiến thuật (AEG G.I)
Dữ liệu lấy từ German Aircraft of the First World War 
Đặc điểm tổng quát
- Kíp lái: 3
- Chiều dài: 8,65 m (28 ft 4 in)
- Sải cánh: 16 m (52 ft 6 in)
- Chiều cao: 3,46 m (11 ft 4 in)
- Diện tích cánh: 59 m² (635 ft²)
- Trọng lượng rỗng: 1.160 kg (2.558 lb)
- Trọng lượng cất cánh tối đa: 1.960 kg (4.322 lb)
- Động cơ: 2 × Mercedes D.I kiểu động cơ piston 6 xy-lanh, làm mát bằng nước, 74,5 kW (100 hp)  mỗi chiếc

 Hiệu suất bay 
- Vận tốc cực đại: 125 km/h (78 mph)
- Tầm bay: 450 km (281 mi)
- Trần bay: 2.400 m (7.874 ft)

Trang bị vũ khí

- Súng: 2 × súng máy 7,92 mm (.312 in)
- Bom: 200 kg (440 lb) bom